# Francesc van Valls i Freixa
Francesc van Valls i Freixa (? - Barcelona, 26 september 1705) was kamerling van het Sint-Pietersklooster in Camprodon in de comarca Ripollès (Catalonië). Hij was 117de president van de Generalitat de Catalunya van 1704 tot 1705, tijdens de Spaanse Successieoorlog.
Er is weinig geweten over zijn leven voor hij president werd. Zijn mandaat verloopt tijdens de overgang van de soevereiniteit van het huis Bourbon met Filips V en de Habsburgse Karel VI. De onderkoning van Catalonië, Francisco de Velasco, staat aan de kant van Filip V en voert een repressief beleid tegen de Catalaanse instituties en hun vertegenwoordigers. Door die repressie kiezen steeds meer burgers het Oostenrijkse kamp. Dit bereikt zijn hoogtepunt met het beleg van Barcelona (1705) waar de Franse en Castiliaanse koningen de strijd aangaan tegen een coalitie van het aartshertogdom Oostenrijk, Engeland,  Portugal, de Republiek der Zeven Verenigde Nederlanden en de bataljons van Osona en Mataró. Na de Spaans-Franse nederlaag maakte de aartshertog tijdens een kort bezoek zijn Blijde Intrede en zwoer trouw aan de Catalaanse gewoonten en gebruiken, de zogenaamde Constitucions catalanes.
Valls is gestorven op 26 september 1705 ten gevolge van de verwondingen opgelopen tijdens het bombardement van Barcelona van 16 september, waartijdens het Palau de la Generalitat aan de Plaça de Sant Jaume zwaar beschadigd werd. Na zijn dood blijft de post van president een tijd onbezet wegens de woelige omstandigheden en de politieke instabiliteit. Na het beleg van Barcelona (april-mei 1706) wordt hij op 18 november door Josep Grau opgevolgd.